# Top Club
Top Club est une émission de télévision musicale quotidienne française produite et animée par Guy Lux et réalisée par Georges Barrier. Chaque semaine une vedette de la chanson chante ses six chansons préférées accompagnée d'un chanteur différent chaque soir.
Top Club est diffusé pour la première fois sur Antenne 2 le 17 avril 1978 : l'invité de la semaine est Sheila accompagnée de Renaud.
L'émission a cessé le 20 juin 1981 sur Antenne 2.
Émissions redifusées régulièrement sur Télé Mélody.
Le 3 avril 2001, L'émission est reprise par la chaîne MCM 2 avant de poursuivre sa diffusion sur MCM Top le 28 novembre 2003
Top Club s'est arrêté en 2008 sur MCM Top avant d'être reprise par Direct Star en 2012